# آوردوان
آوردوان (به فرانسوی: Averdoingt) یک کمون در فرانسه است که در پا-دو-کاله واقع شده‌است. آوردوان ۸٫۳۳ کیلومتر مربع مساحت دارد ۱۴۸ متر بالاتر از سطح دریا واقع شده‌است.